# Tüskés napcsillag
A tüskés napcsillag (Crossaster papposus) a tengericsillagok (Asteroidea) osztályának Valvatida rendjébe, ezen belül a Solasteridae családjába tartozó faj.
Nemének a típusfaja.

## Előfordulása
A tüskés napcsillag elterjedési területe az egész északi sarkvidék, dél felé az Északi-tengerig; az Atlanti-óceánban New Jerseyig, a Csendes-óceán partjainál Vancouverig.

## Megjelenése
A tüskés napcsillag átmérője elérheti a 34 centimétert, 8-14 karjával kivételes jelenség a napcsillagok között. Nagyméretű testkorongja bíborvörös, karjai vörösek, sárga keresztsávozással, de néha az egész állat egységesen vörös színű. Ambulakrális lábacskái két sorban állnak, rajtuk tapadókorongok vannak.

## Életmódja
A tüskés napcsillag szilárd, köves aljzaton az apályvonaltól 1200 méter mélységig előfordul. Brakkvízben is megél. Táplálékát tengericsillagok, mohaállatok és tengeriuborkák alkotják.